# Earl of Oxford and Asquith

Wappen der Earls of Oxford and Asquith

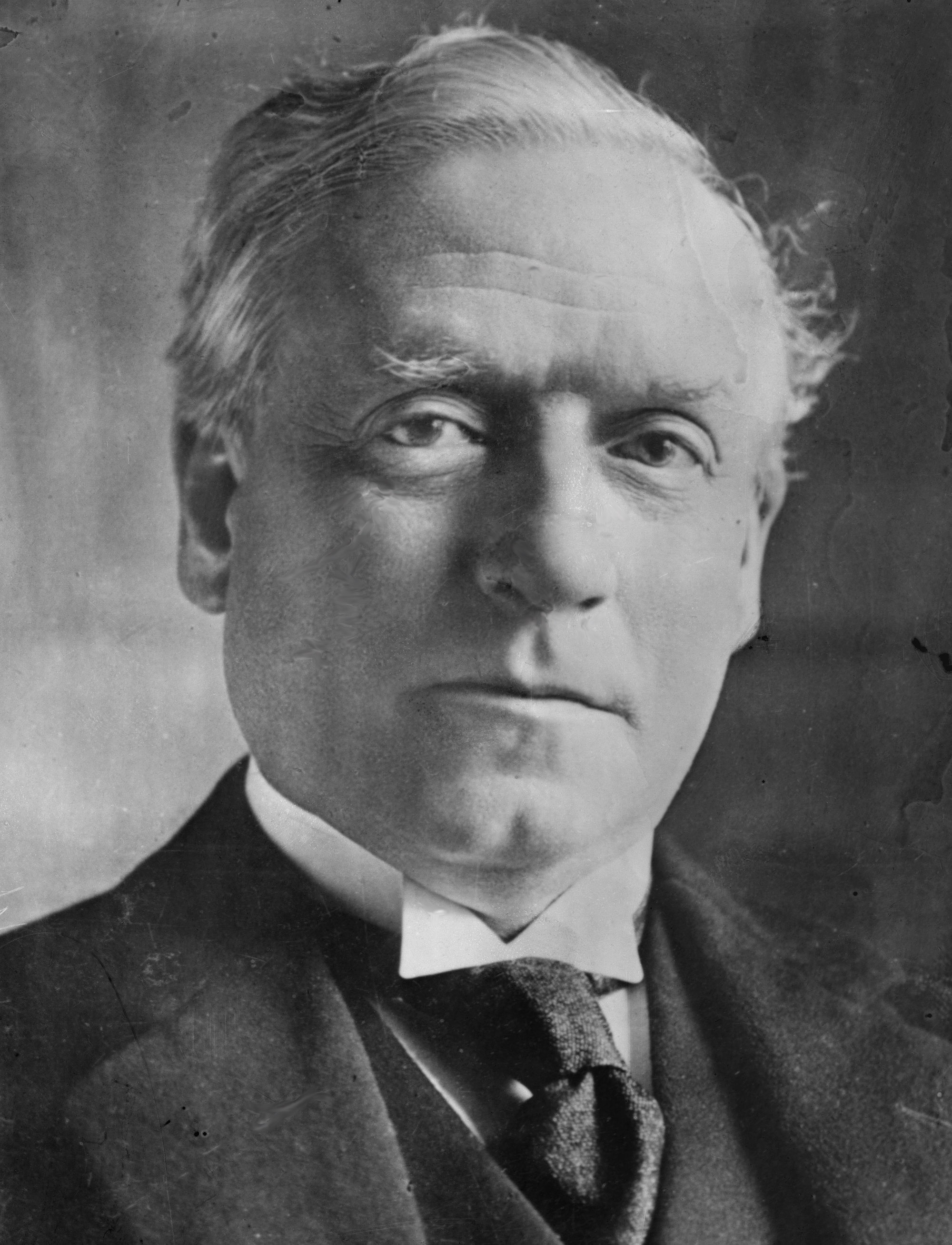
Herbert Henry Asquith, 1. Earl of Oxford and Asquith

Earl of Oxford and Asquith ist ein erblicher britischer Adelstitel in der Peerage of the United Kingdom.
Familiensitz der Earls ist The Manor House bei Frome in Somerset.

## Verleihung
Der Titel wurde am 9. Februar 1925 an den ehemaligen Premierminister Herbert Henry Asquith verliehen, zusammen mit dem nachgeordneten Titel Viscount Asquith, of Morley in the West Riding of the County of York.
Heutiger Titelinhaber ist seit 2011 dessen Urenkel Raymond Asquith als 3. Earl.

## Liste der Earls of Oxford and Asquith (1925)
- Herbert Asquith, 1. Earl of Oxford and Asquith (1852–1928)
- Julian Asquith, 2. Earl of Oxford and Asquith (1916–2011)
- Raymond Asquith, 3. Earl of Oxford and Asquith (* 1952)

Titelerbe (Heir apparent) ist der einzige Sohn des jetzigen Earls, Mark Asquith, Viscount Asquith (* 1979).